# Großblütige Königskerze
Die Großblütige Königskerze (Verbascum densiflorum) ist eine Pflanzenart, die zur Gattung der Königskerzen  (Verbascum) gehört.

## Beschreibung

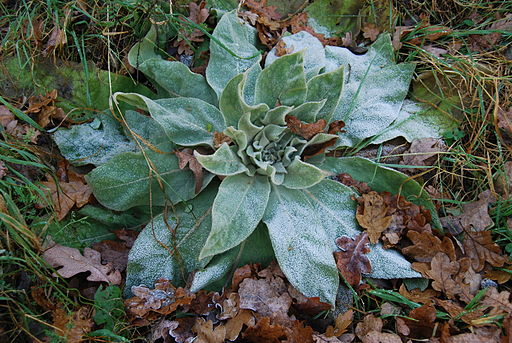
Blattrosette im ersten Jahr

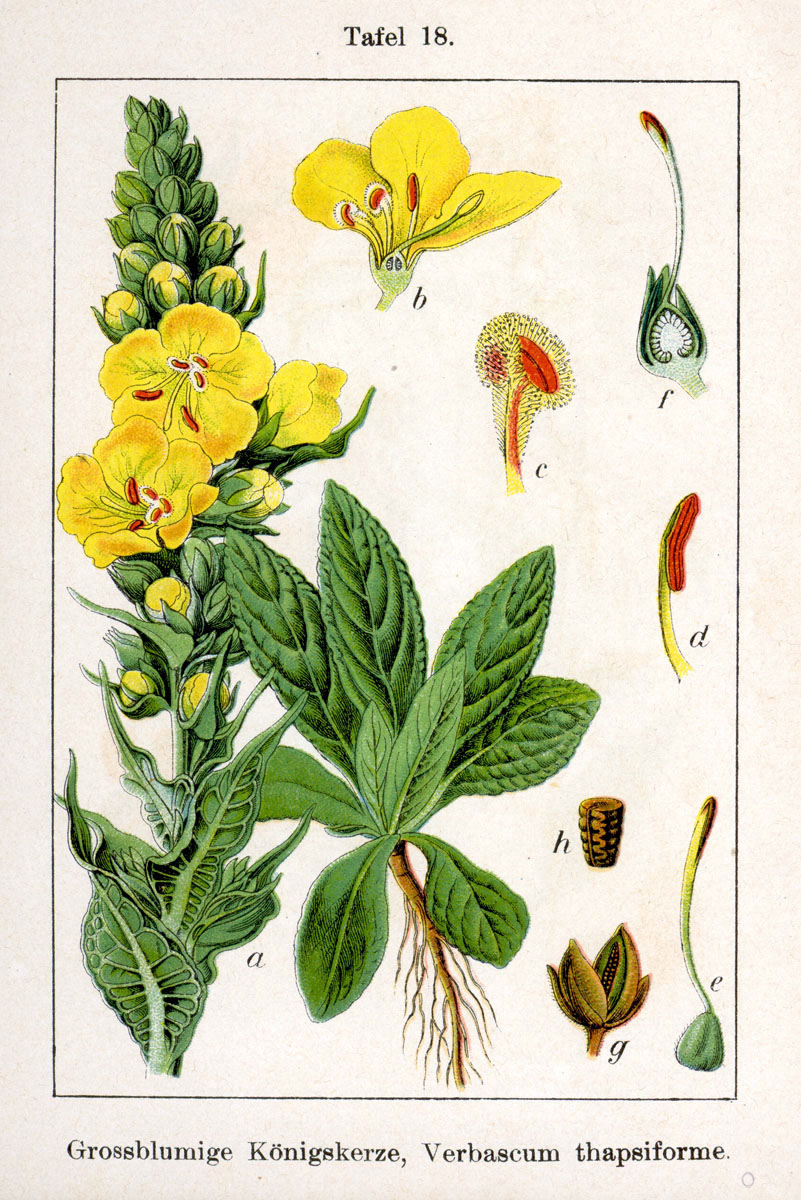
Illustration

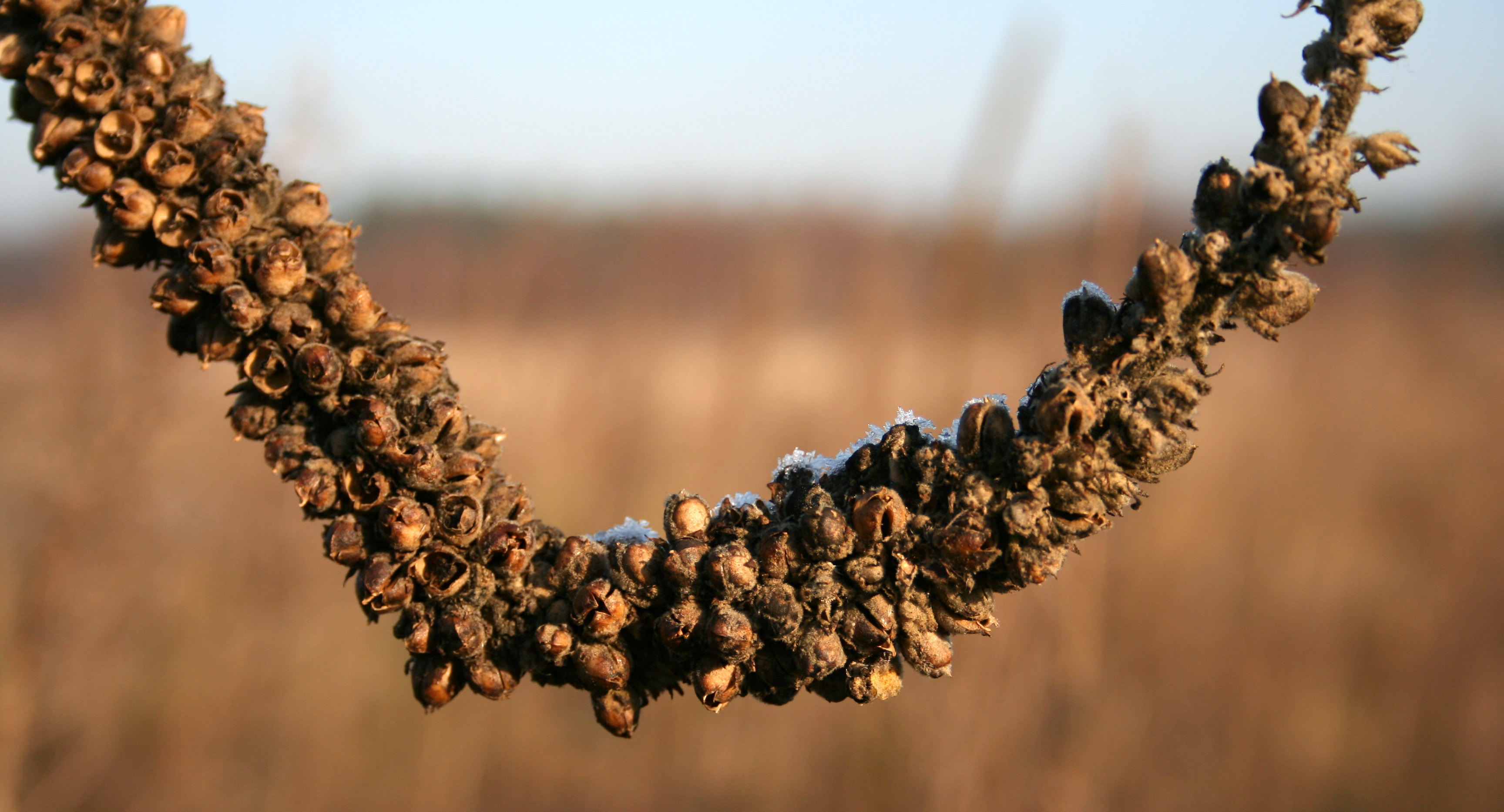
Reife Kapselfrüchte

### Vegetative Merkmale
Die Großblütige Königskerze wächst als überwinternd grüne, zweijährige krautige Pflanze, die Wuchshöhen von meist 50 bis 120 (manchmal bis zu 300) Zentimetern erreichen kann. Sie blüht nur einmal. Die oberirdischen Pflanzenteile sind dicht wollig filzig mit bäumchenförmigen Trichomen behaart. Die Stängel sind durch herablaufende Blattränder geflügelt.
Die wechselständig am Stängel angeordneten Laubblätter sind am Stängel herablaufend. Die einfache, große Blattspreite ist länglich elliptisch. Die runzlig-grubige Blattspreite ist beiderseits dicht gelblich bis grau-grün, filzig behaart. Der Blattrand ist grob gekerbt, gezähnt bis gesägt.

### Generative Merkmale
Die Blüten stehen in einem endständigen, langen walzlichen Blütenstand zusammen und blühen von Juni bis September von unten nach oben allmählich auf. Der Gesamtblütenstand ist eine Thyrse, die sich aus meist vier- (zwei- bis neun-)-blütigen zymösen (knäueligen Wickeln) Teilblütenständen zusammensetzt. Der Blütenstiel ist sehr kurz.
Die zwittrigen Blüten sind mit einem Durchmesser von 35 bis 50 Millimetern etwas zygomorph und fünfzählig mit doppelter Blütenhülle. Die fünf hell goldgelben Kronblätter sind nicht oder schwach durchscheinend punktiert. Von den ungleichen Staubfäden sind die drei oberen dicht behaart, die zwei unteren kahl. Die Narbe ist keulenförmig.
Die bei Reife braune, septizidale (= fachspaltige) Kapselfrucht enthält je etwa 300 winziger, feiner Samen.
Die Chromosomenzahl beträgt 2n = 32 oder 34.

## Ökologie
Die Großblütige Königskerze ist eine zweijährige Halbrosettenpflanze. Sie weist verschiedene Trockenheitsanpassungen auf: Die oberirdischen Pflanzenteile sind dicht wollig filzig mit bäumchenförmigen Trichomen behaart, dies bewirkt einen Einstrahlungs- und Verdunstungsschutz. Die Blätter sind runzlig-grubig, am Stängel herablaufend (wodurch der Regen zur Wurzel abgeleitet wird).
Blütenökologisch handelt es sich um „Pollen-Scheibenblumen“. Der Pollen steht nur morgens bis 10 Uhr zur Verfügung. Die Blütenkrone ist durch Flavonoide hell goldgelb und hat eine hohe UV-Reflexion. Die Wollhaare der Staubfäden wurden früher als „Futterhaare“ gedeutet, heute sieht man in ihnen eher Staubbeutelattrappen. Die Blüten sind vorweiblich; dadurch, dass Hautflügler ährenartige Blütenstände stets von unten nach oben anfliegen, wird Fremdbestäubung gefördert. Auch andere Insekten kommen als Bestäuber in Frage.
Bei je 200 Blüten je Pflanze sind etwa 60.000 Samen vorhanden. Die Ausbreitung der Samen erfolgt als Wind- und Tierstreuer. Die Samen sind Ballonflieger, Licht- und Frostkeimer. Fruchtreife erfolgt von September bis Oktober.
Die Großblütige Königskerze kann vom Rostpilz Uromyces verbasci befallen werden.

## Vorkommen
Die Großblütige Königskerze besitzt eine intermediär kontinentale Verbreitung. Sie kommt in Europa vor, nördlich bis Dänemark und Schweden, außerdem in Marokko, in der Türkei, in Aserbaidschan und in Georgien.
Man findet die Großblütige Königskerze zerstreut in sonnigen Unkrautfluren, an Schuttplätzen, Wegrändern, Dämmen, Ufern, auch in Waldschlägen. Sie gedeiht am besten auf trockenen bis frischen, nährstoffreichen, meist kalkhaltigen Böden. Nach Ellenberg ist sie eine Lichtpflanze, mäßig stickstoffreiche Standorte anzeigend. Sie ist eine Verbandscharakterart wärmebedürftiger Distel-Gesellschaften (Onopordion acanthii).

## Taxonomie
Die Erstveröffentlichung von Verbascum densiflorum erfolgte durch Antonio Bertoloni. Ein Synonym für Verbascum densiflorum Bertol. ist Verbascum thapsiforme Schrad.

## Verwendung
Wegen der Schleimstoffe und Saponine werden die Blüten arzneilich bei Husten als Auswurf förderndes und reizmilderndes Mittel gebraucht, darüber hinaus in der Volksmedizin bei Rheuma.
Die Großblütige Königskerze wird als Zierpflanze in Parks und Gärten verwendet. Sie zählt zu den sogenannten Freiflächenstauden, die im Gegensatz zu den Waldstauden und den Gehölzrandstauden Standorte benötigt, die fern von schattendem Gehölz stehen.

## Weitere Fotos

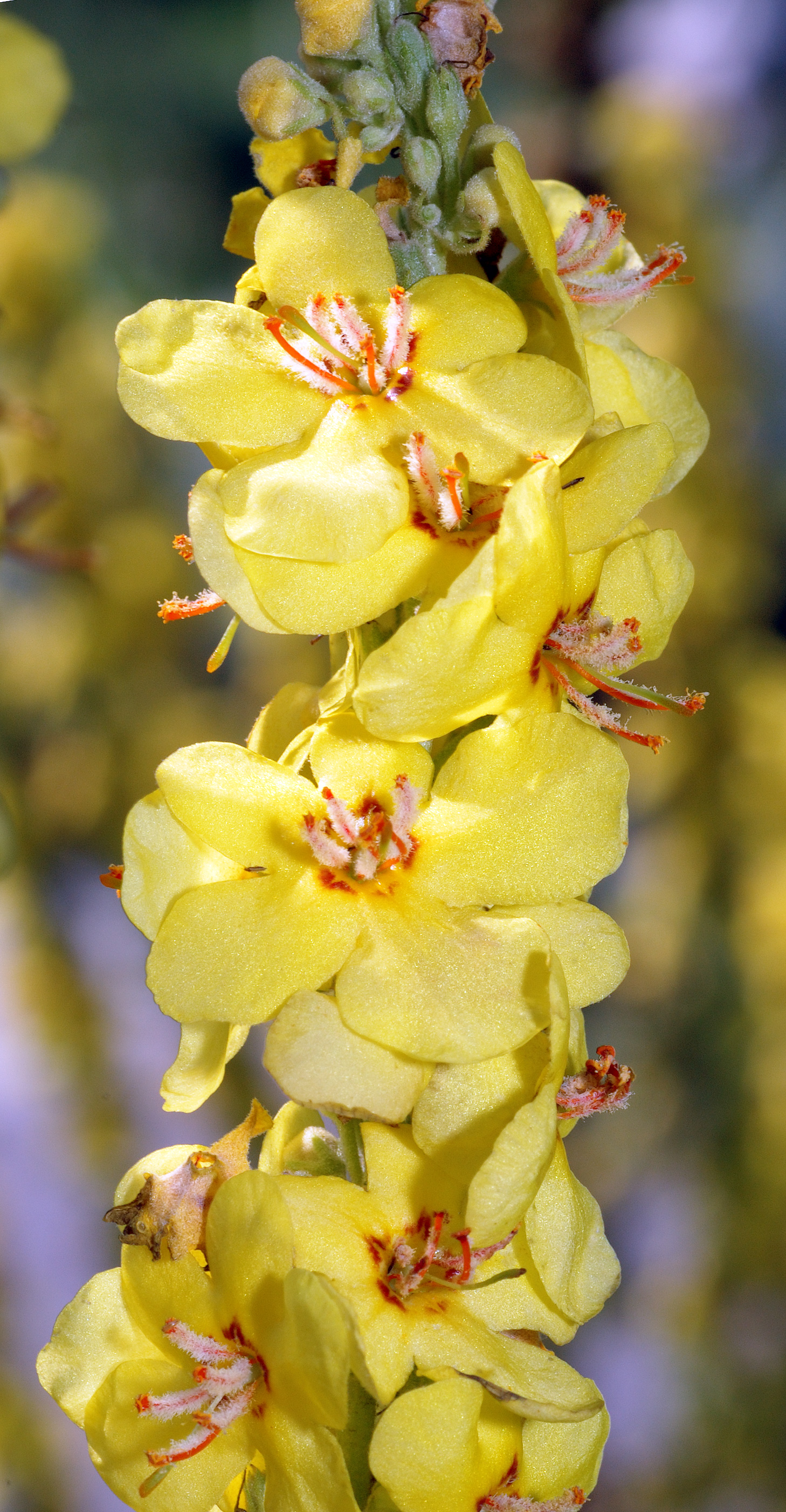
Ausschnitt eines Blütenstandes mit Blüten im Detail
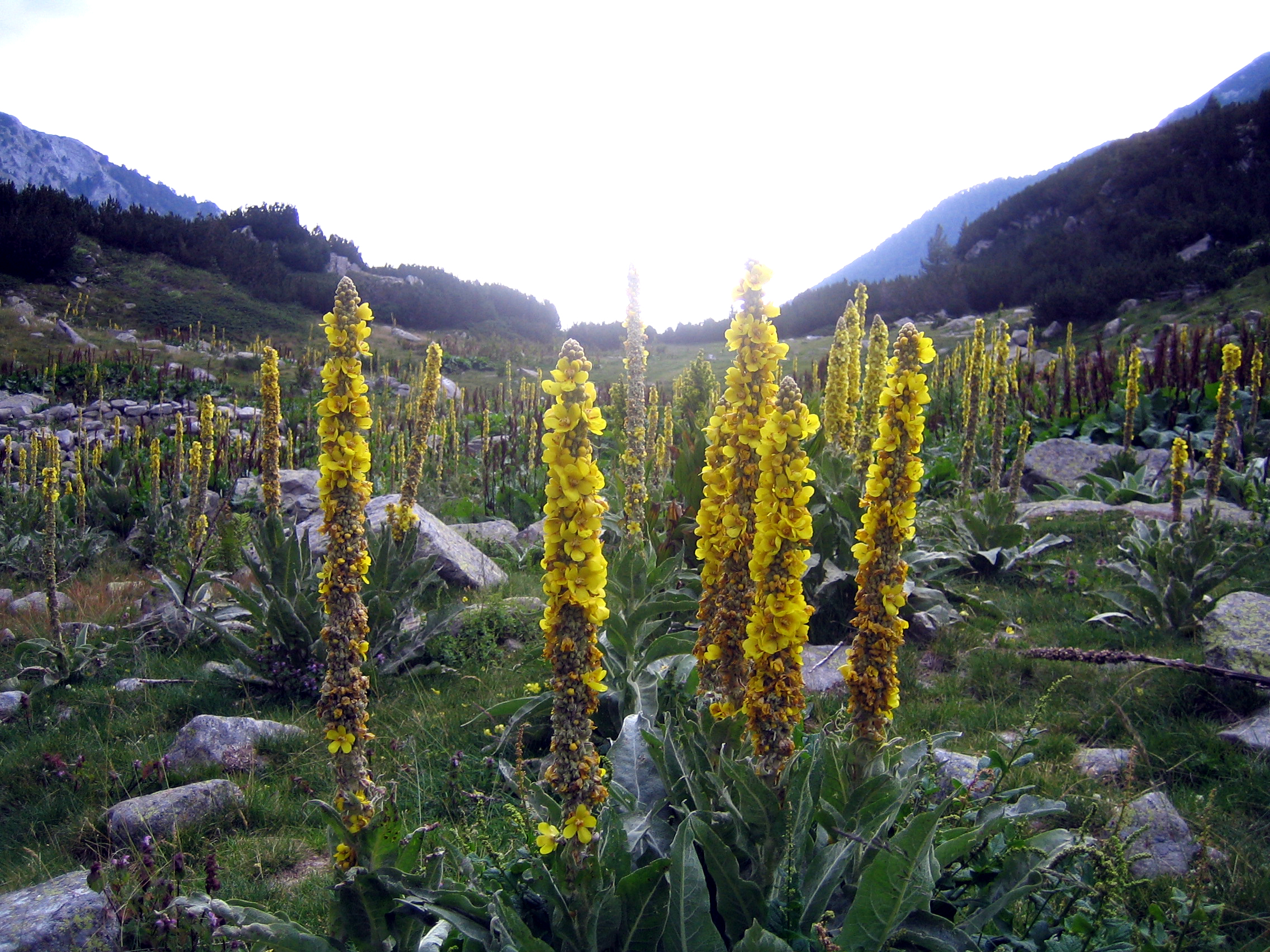
Bestand der Großblütigen Königskerze im Nationalpark Pirin in Bulgarien
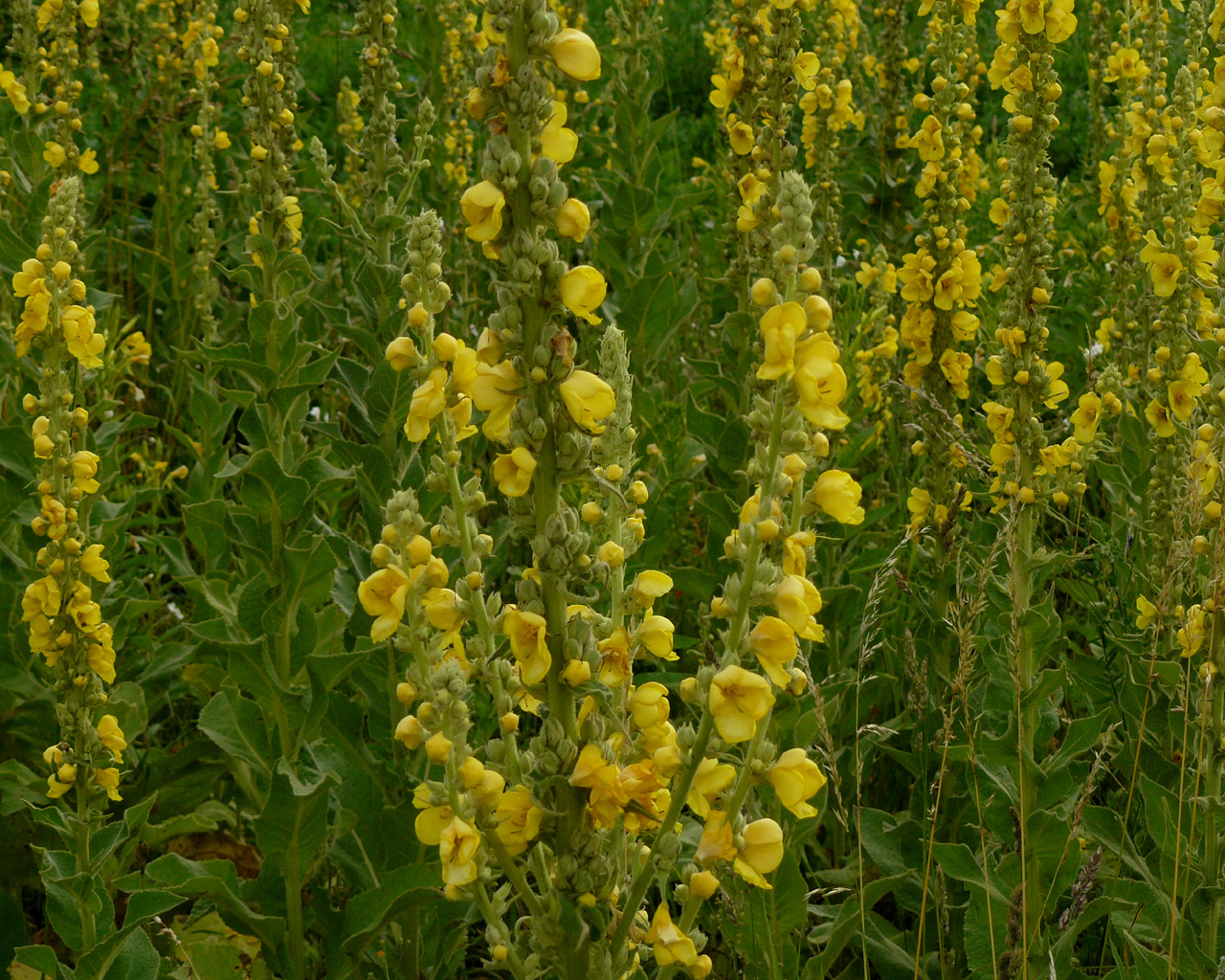
Großblütige Königskerzen am Mittelrhein
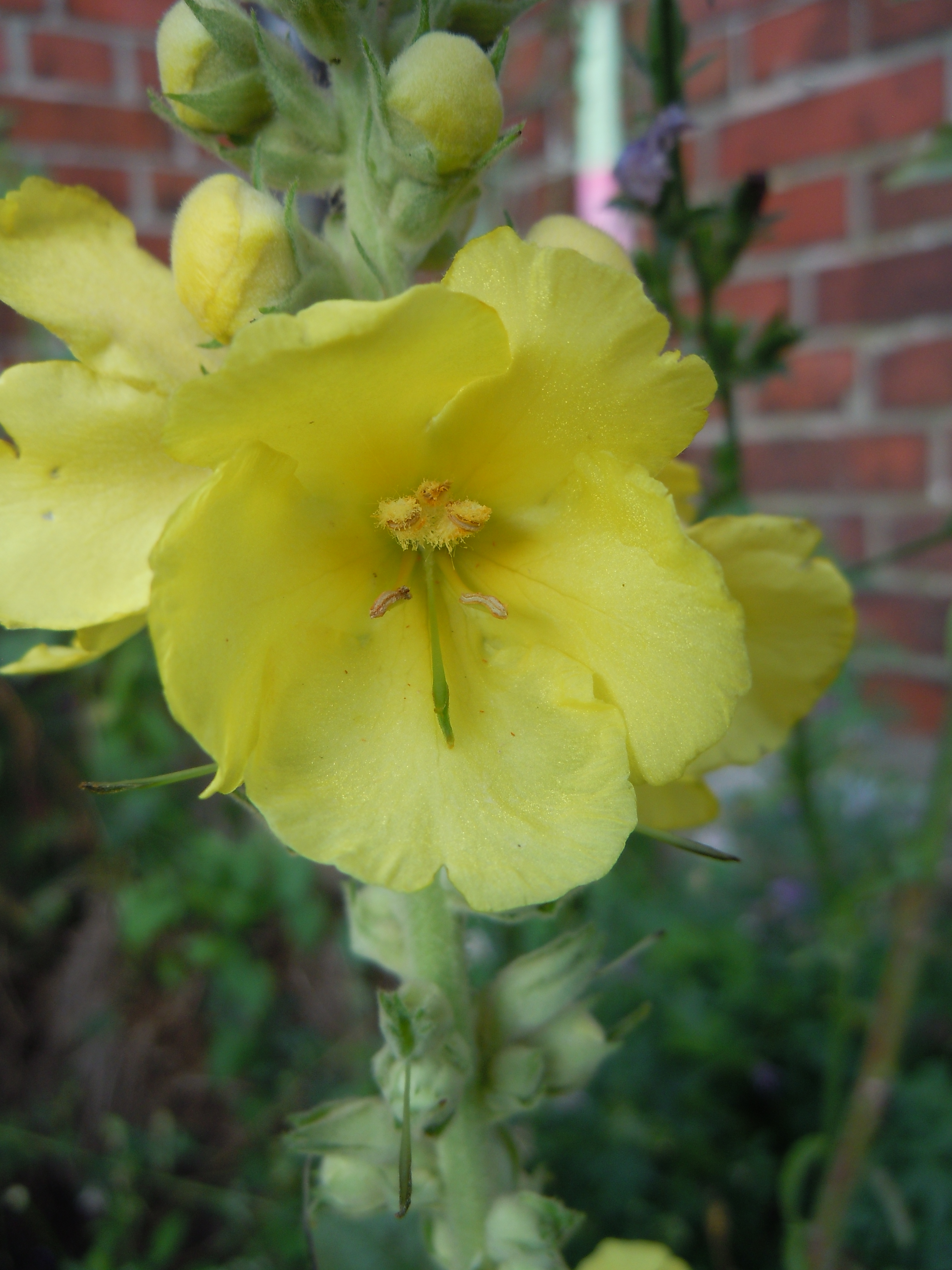
Nahaufnahme der Blüte einer Großblütige Königskerze